# Beijing Guo'an Zuqiu Julebu
Il Beijing Guo'an Zuqiu Julebu (北京国安足球俱乐部S, Běijīng Guó'ān Zúqiú JùlèbùP), a volte tradotto come Beijing Guoan Football Club, è la maggiore società calcistica di Pechino, Milita nella Super League e vanta una vittoria del campionato di massima serie cinese ottenuta nell'anno 2009. Il suo stadio di casa è lo Stadio dei lavoratori di Pechino. Il presidente è Li Shilin.
Il Beijing Guoan è una delle più famose squadre di calcio cinesi a cui è stato dato un significativo appoggio dal governo cinese. Non che principali fonti di investimenti sin dalla sua fondazione sono l'impresa pubblica CITIC Guoan e i dipartimenti governativi, quali il Beijing Sports Bureau che hanno più volte effettuato importanti investimenti al club, come il più recente di 20 milioni di RMB nel gennaio 2009.

## Denominazione
- Dal 1955 al 1992: Beijing Zuqiu Dui (北京足球队S; Beijing Football Team)
- Dal 1992 al 2003: Beijing Guo'an Zuqiu Julebu (北京国安足球俱乐部S; Beijing Guoan Football Club)
- Dal 2003 al 2005: Beijing Xiandai Qiche Zuqiu Dui (北京现代汽车足球队S; Beijing Hyundai Football Club)
- Dal 2006 al 2015: Beijing Guo'an Zuqiu Julebu (北京国安足球俱乐部S; Beijing Guoan Football Club)
- Nel 2016: Beijing Guoan Leshi Zuqiu Julebu (北京国安乐视队足球俱乐部S; Beijing Guoan LeEco Football Club)
- Dal 2017 al 2020: Beijing Sinobo Guoan Zuqiu Julebu (北京中赫国安队足球俱乐部S; Beijing Sinobo Guoan Football Club)
- Dal 2021: Beijing Guoan Zuqiu Julebu (北京国安足球俱乐部S; Beijing Guoan Football Club)

## Rivali
Lo Shanghai Shenhua è il più noto rivale del Beijing Guoan, esse sono le squadre delle due città più grandi della Cina, Pechino e Shanghai. Le partite fra loro vengono considerate come derby nazionale ed è il più vecchio dato che è conteso fra le due dal 1994 nel calcio professionale cinese.
Altro grande rivale per il Beijing Guoan è il Tianjin Teda, le quali si rivaleggiano nello Jing-jin Derby.

## Palmarès

### Competizioni nazionali
- Campionato cinese: 1

(1957), (1958), (1963), (1964), (1973), (1982), (1984), 2009
- Coppa di Cina: 4

1996, 1997, 2003, 2018
- Supercoppa di Cina: 2

1997, 2003

### Altri piazzamenti
- Coppa di Cina:

Finalista: 2000, 2001
- Supercoppa di Cina:

Finalista: 1996, 2019
- China League One:

Promozione: 1990

## Performance nelle competizioni AFC
- AFC Champions League: 2 presenze

AFC Champions League 2009: Group Stage
AFC Champions League 2008: Group Stage
- Coppa delle Coppe dell'AFC: 2 presenze

Coppa delle Coppe dell'AFC 1998-1999: 3º posto
Coppa delle Coppe dell'AFC 1997-1998: 2º posto

## Risultati competizioni AFC
| Data              | Città                  | Contro                         | Risultato | Competizione                         |
| ----------------- | ---------------------- | ------------------------------ | --------- | ------------------------------------ |
| 28 aprile 2010    | Pechino, Cina          | Kawasaki Frontale, Giappone    | 2 - 0     | AFC Champions League 2010            |
| 14 aprile 2010    | Melbourne, Australia   | Melbourne Victory, Australia   | 0 - 0     | AFC Champions League 2010            |
| 31 marzo 2010     | Pechino, Cina          | Seongnam Chunma, Corea         | 0 - 1     | AFC Champions League 2010            |
| 23 marzo 2010     | Seongnam, Corea        | Seongnam Chunma, Corea         | 1 - 3     | AFC Champions League 2010            |
| 9 marzo 2010      | Kawasaki, Giappone     | Kawasaki Frontale, Giappone    | 1 - 3     | AFC Champions League 2010            |
| 23 febbraio 2010  | Pechino, Cina          | Melbourne Victory, Australia   | 1 - 0     | AFC Champions League 2010            |
| 20 maggio 2009    | Pechino, Cina          | Nagoya Grampus, Giappone       | 1 - 1     | AFC Champions League 2009            |
| 5 marzo 2009      | Newcastle, Australia   | Newcastle Jets, Australia      | 1 - 2     | AFC Champions League 2009            |
| 22 aprile 2009    | Pechino, Cina          | Ulsan Hyundai, Corea           | 0 - 1     | AFC Champions League 2009            |
| 7 aprile 2009     | Ulsan, Corea           | Ulsan Hyundai, Corea           | 0 - 1     | AFC Champions League 2009            |
| 17 marzo 2009     | Nagoya, Giappone       | Nagoya Grampus, Giappone       | 0 - 0     | AFC Champions League 2009            |
| 10 marzo 2009     | Pechino, Cina          | Newcastle Jets, Australia      | 2 - 0     | AFC Champions League 2009            |
| 23 marzo 2008     | Bangkok, Thailandia    | Krung Thai Bank, Thailandia    | 3 - 5     | AFC Champions League 2008            |
| 7 maggio 2008     | Pechino, Cina          | Nam Định, Vietnam              | 3 - 0     | AFC Champions League 2008            |
| 23 aprile 2008    | Pechino, Cina          | Kashima Antlers, Giappone      | 1 - 0     | AFC Champions League 2008            |
| 9 aprile 2008     | Kashima, Giappone      | Kashima Antlers, Giappone      | 0 - 1     | AFC Champions League 2008            |
| 19 marzo 2008     | Pechino, Cina          | Krung Thai Bank, Thailandia    | 4 - 2     | AFC Champions League 2008            |
| 12 marzo 2008     | Nam Định, Vietnam      | Nam Định, Corea                | 3 - 1     | AFC Champions League 2008            |
| 28 novembre 1998  | Gwangyang, Corea       | Chunnam Dragons, Corea         | 0 - 2     | Coppa delle Coppe dell'AFC 1998-1999 |
| 4 novembre 1998   | Pechino, Cina          | Chunnam Dragons, Corea         | 0 - 2     | Coppa delle Coppe dell'AFC 1998-1999 |
| 3 ottobre 1998    | Pechino, Cina          | Salgaocar, India               | 4 - 0     | Coppa delle Coppe dell'AFC 1998-1999 |
| 19 settembre 1998 | Vasco, India           | Salgaocar, India               | 0 - 1     | Coppa delle Coppe dell'AFC 1998-1999 |
| 12 aprile 1998    | Riyadh, Arabia Saudita | Köpetdag Aşgabat, Turkmenistan | 4 - 1     | Coppa delle Coppe dell'AFC 1997-1998 |
| 10 aprile 1998    | Riyadh, Arabia Saudita | Suwon Bluewings, Corea         | 0 - 5     | Coppa delle Coppe dell'AFC 1997-1998 |
| 11 dicembre 1997  | Pechino, Cina          | Kawasaki Verdy, Giappone       | 1 - 0     | Coppa delle Coppe dell'AFC 1997-1998 |
| 3 dicembre 1997   | Kawasaki, Giappone     | Kawasaki Verdy, Giappone       | 2 - 0     | Coppa delle Coppe dell'AFC 1997-1998 |
| 2 novembre 1997   | Pechino, Cina          | Abahani, Bangladesh            | 2 - 0     | Coppa delle Coppe dell'AFC 1997-1998 |
| 25 settembre 1997 | Dacca, Bangladesh      | Abahani, Bangladesh            | 1 - 0     | Coppa delle Coppe dell'AFC 1997-1998 |
| 29 agosto 1997    | Wenzhou, Cina          | New Radiant, Maldive           | 8 - 0     | Coppa delle Coppe dell'AFC 1997-1998 |
| 27 agosto 1997    | Pechino, Cina          | New Radiant, Maldive           | 4 - 0     | Coppa delle Coppe dell'AFC 1997-1998 |

## Risultati e allenatori
Vittorie prima del 1993
| Stagione  | 1956 | 1957 | 1958 | 1960 | 1961 | 1962 | 1963 | 1964 | 1965 | 1973 | 1974 | 1976 | 1977 | 1978 | 1979 | 1980 | 1981 | 1982 | 1983 | 1984 | 1985 | 1986 | 1987 | 1988 | 1989 | 1990 | 1991 | 1992 |
| --------- | ---- | ---- | ---- | ---- | ---- | ---- | ---- | ---- | ---- | ---- | ---- | ---- | ---- | ---- | ---- | ---- | ---- | ---- | ---- | ---- | ---- | ---- | ---- | ---- | ---- | ---- | ---- | ---- |
| Divisione | 1    | 1    | 1    | 1    | 1    | 1    | 1    | 1    | 1    | 1    | 1    | 1    | 1    | 1    | 1    | 1    | 1    | 1    | 1    | 1    | 1    | 1    | 1    | 1    | 2    | 2    | 1    | 1    |
| Posizione | 1    | 1    | 1    | 14   | 4    | 12   | 1    | 6    | 3    | 1    | 3    | 1    | 2    | 3    | 10   | 9    | 3    | 1    | 2    | 1    | 10   | 3    | 6    | 9    | 3    | 1    | 3    | 6    |

Non ha giocato nel 1959, 1966–1972, 1975;
Risultati Coppa della Cina prima del 1995
| Stagione  | 1956  | 1960          | 1984   | 1985     | 1986    | 1990       | 1991       | 1992             |
| --------- | ----- | ------------- | ------ | -------- | ------- | ---------- | ---------- | ---------------- |
| Risultati | Terzo | Qualif. Round | Quinto | Campione | Secondo | Semifinale | Semifinale | Quarti di finale |

Dal 21 dicembre 1992 come Beijing Guoan
| Stagione | Competizione     | Pld | W  | D  | L  | GF | GA | Pts | Risultato        | Allenatore                                                                                           |
| 1993     | Jia A            | 12  | 6  | 0  | 6  | 18 | 14 | 12  | Terzo            | Tang Pengju                                                                                          |
| 1994     | Jia A            | 22  | 7  | 8  | 7  | 42 | 34 | 22  | Ottavo           | Tang Pengju                                                                                          |
| 1995     | Jia A            | 22  | 12 | 6  | 4  | 36 | 20 | 42  | Secondo          | Jin Zhiyang                                                                                          |
| 1995     | Coppa della Cina | 6   | 5  | 0  | 1  | 10 | 3  | -   | Semifinale       | Jin Zhiyang                                                                                          |
| 1996     | Jia A            | 22  | 9  | 6  | 7  | 30 | 25 | 33  | Quarto           | Jin Zhiyang                                                                                          |
| 1996     | Coppa della Cina | 7   | 5  | 1  | 1  | 18 | 7  | -   | Campione         | Jin Zhiyang                                                                                          |
| 1997     | Jia A            | 22  | 8  | 10 | 4  | 34 | 20 | 34  | Terzo            | Jin Zhiyang                                                                                          |
| 1997     | Coppa della Cina | 7   | 5  | 2  | 0  | 16 | 4  | -   | Campione         | Jin Zhiyang                                                                                          |
| 1997     | ACWC 97/98       | 6   | 6  | 0  | 0  | 18 | 0  | -   | Semifinale       | Jin Zhiyang                                                                                          |
| 1997     | Super Coppa      | 1   | 0  | 0  | 1  | 2  | 3  | -   | Secondo          | Jin Zhiyang                                                                                          |
| 1998     | Jia A            | 26  | 10 | 13 | 3  | 32 | 19 | 43  | Terzo            | Shen Xiangfu                                                                                         |
| 1998     | Coppa della Cina | 4   | 2  | 1  | 1  | 5  | 2  | -   | Quarti di finale | Shen Xiangfu                                                                                         |
| 1998     | ACWC 97/98       | 2   | 1  | 0  | 1  | 4  | 6  | -   | Terzo            | Shen Xiangfu                                                                                         |
| 1998     | ACWC 98/99       | 4   | 1  | 0  | 3  | 4  | 5  | -   | Secondo Round    | Shen Xiangfu                                                                                         |
| 1998     | Super Coppa      | 1   | 1  | 0  | 0  | 2  | 1  | -   | Campione         | Shen Xiangfu                                                                                         |
| 1999     | Jia A            | 26  | 9  | 9  | 8  | 38 | 25 | 36  | Sesto            | Shen Xiangfu                                                                                         |
| 1999     | Coppa della Cina | 4   | 2  | 1  | 1  | 8  | 3  | -   | Quarti di finale | Shen Xiangfu                                                                                         |
| 2000     | Jia A            | 26  | 9  | 8  | 9  | 38 | 32 | 35  | Sesto            | Milovan Đorić (rilasciato il 5 aprile) Wei Kexing                                                    |
| 2000     | Coppa della Cina | 8   | 5  | 0  | 3  | 14 | 12 | -   | Secondo          | Milovan Đorić (rilasciato il 5 aprile) Wei Kexing                                                    |
| 2001     | Jia A            | 26  | 9  | 6  | 11 | 30 | 33 | 33  | Ottavo           | Wei Kexing                                                                                           |
| 2001     | Coppa della Cina | 7   | 3  | 2  | 2  | 8  | 7  | -   | Secondo          | Wei Kexing                                                                                           |
| 2002     | Jia A            | 28  | 15 | 7  | 6  | 49 | 29 | 52  | Terzo            | Ljupko Petrović                                                                                      |
| 2002     | Coppa della Cina | 1   | 0  | 0  | 1  | 0  | 1  | -   | Secondo Round    | Ljupko Petrović                                                                                      |
| 2003     | Jia A            | 28  | 9  | 9  | 10 | 34 | 26 | 36  | Nono             | Jose Carlos de Oliveira (rilasciato l'11 aprile) Ljupko Petrović (rilasciato il 4 ottobre) Yang Zuwu |
| 2003     | Coppa della Cina | 7   | 7  | 0  | 0  | 20 | 5  | -   | Campione         | Jose Carlos de Oliveira (rilasciato l'11 aprile) Ljupko Petrović (rilasciato il 4 ottobre) Yang Zuwu |
| 2004     | CSL              | 22  | 8  | 7  | 7  | 35 | 33 | 28  | Settimo          | Wei Kexing                                                                                           |
| 2004     | Coppa della Cina | 2   | 0  | 0  | 2  | 1  | 4  | -   | Secondo Round    | Wei Kexing                                                                                           |
| 2004     | Coppa CSL        | 2   | 1  | 0  | 1  | 2  | 6  | -   | Primo Round      | Wei Kexing                                                                                           |
| 2004     | Super Coppa      | 1   | 1  | 0  | 0  | 4  | 3  | -   | Campione         | Wei Kexing                                                                                           |
| 2005     | CSL              | 26  | 12 | 4  | 10 | 46 | 32 | 40  | Sesto            | Shen Xiangfu                                                                                         |
| 2005     | Coppa della Cina | 7   | 3  | 1  | 3  | 10 | 10 | -   | Semifinale       | Shen Xiangfu                                                                                         |
| 2005     | Coppa CSL        | 4   | 1  | 1  | 2  | 6  | 7  | -   | Quarti di finale | Shen Xiangfu                                                                                         |
| 2006     | CSL              | 28  | 13 | 10 | 5  | 27 | 16 | 49  | Terzo            | Shen Xiangfu                                                                                         |
| 2006     | Coppa della Cina | 1   | 0  | 0  | 1  | 0  | 2  | -   | Secondo Round    | Shen Xiangfu                                                                                         |
| 2007     | CSL              | 28  | 15 | 9  | 4  | 45 | 19 | 54  | Secondo          | Lee Jang-Soo                                                                                         |
| 2008     | CSL              | 30  | 16 | 10 | 4  | 44 | 27 | 58  | Terzo            | Lee Jang-Soo                                                                                         |
| 2008     | ACL              | 6   | 4  | 0  | 2  | 14 | 9  | 12  | Fase a gironi    | Lee Jang-Soo                                                                                         |
| 2009     | CSL              | 30  | 13 | 12 | 5  | 48 | 28 | 51  | Campione         | Lee Jang-Soo (rilasciato il 16 settembre) Hong Yuanshuo                                              |
| 2009     | ACL              | 6   | 1  | 2  | 3  | 4  | 5  | 5   | Fase a Gironi    | Lee Jang-Soo (rilasciato il 16 settembre) Hong Yuanshuo                                              |
| 2010     | CSL              | 30  | 12 | 10 | 8  | 35 | 29 | 46  | Quinto           | Hong Yuanshuo (rilasciato il 21 settembre) Wei Kexing                                                |
| 2010     | ACL              | 7   | 3  | 1  | 3  | 7  | 1  | 10  | Ottavi di finale | Hong Yuanshuo (rilasciato il 21 settembre) Wei Kexing                                                |
| 2011     | CSL              | 30  | 14 | 11 | 5  | 49 | 21 | 53  | Secondo          | Jaime Pacheco                                                                                        |
| 2011     | Coppa della Cina | 4   | 3  | 0  | 1  | 9  | 1  | -   | Semifinale       | Jaime Pacheco                                                                                        |
| 2012     | CSL              | 30  | 14 | 6  | 10 | 34 | 35 | 48  | Terzo            | Jaime Pacheco                                                                                        |
| 2012     | Coppa della Cina | 2   | 1  | 0  | 1  | 9  | 4  | -   | Quarti di finale | Jaime Pacheco                                                                                        |
| 2012     | ACL              | 6   | 0  | 3  | 3  | 6  | 11 | 3   | Primo Round      | Jaime Pacheco                                                                                        |
| 2013     | CSL              | 29  | 13 | 9  | 7  | 53 | 31 | 51  | Terzo            | Aleksandar Stanojević                                                                                |
| 2013     | Coppa della Cina | 4   | 2  | 0  | 2  | 13 | 10 | -   | Semifinale       | Aleksandar Stanojević                                                                                |
| 2013     | ACL              | 8   | 2  | 4  | 2  | 5  | 5  | 10  | Ottavi di finale | Aleksandar Stanojević                                                                                |

Nel campionato 2014 l'allenatore è stato lo spagnolo Gregorio Manzano col club piazzatosi al 2º posto, mentre nel campionato 2015 si sono piazzati al quarto posto.
Nel campionato 2016 l'allenatore è stato l'italiano Alberto Zaccheroni, salvo poi essere esonerato a stagione in corso venendo sostituito da Xie Feng. Anche il campionato 2017 è stato condotto da due allenatori nell'arco della stagione; dapprima dallo spagnolo José Manuel González e poi dal tedesco Roger Schmidt, carica che ha successivamente ricoperto anche nel campionato 2018. Per quanto riguarda invece il campionato 2019, il club pechinese si è affidato al tecnico serbo Aleksandar Stanojević, mentre per il campionato 2020 al francese Bruno Génésio.
- Nota: 3 punti a vittoria, 1 a pareggio, 0 a sconfitta (solo per le edizioni del 1993 e del 1994 il sistema ha previsto 2 punti a vittoria).

## Organico

### Rosa 2024
| N. |                    | Ruolo | Calciatore       |
| -- | ------------------ | ----- | ---------------- |
| 1  | Cina (bandiera)    | P     | Hou Sen          |
| 3  | Cina (bandiera)    | D     | Yu Yang          |
| 6  | Cina (bandiera)    | C     | Chi Zhongguo     |
| 8  | Cina (bandiera)    | C     | Piao Cheng       |
| 9  | Cina (bandiera)    | A     | Zhang Yuning     |
| 10 | Cina (bandiera)    | C     | Zhang Xizhe      |
| 11 | Brasile (bandiera) | A     | Anderson Silva   |
| 12 | Nigeria (bandiera) | C     | Samuel Adegbenro |
| 14 | Cina (bandiera)    | P     | Zou Dehai        |
| 15 | Cina (bandiera)    | C     | Gao Tianyi       |
| 16 | Cina (bandiera)    | D     | Jin Pengxiang    |
| 18 | Cina (bandiera)    | D     | Jin Taiyan       |
| 19 | Cina (bandiera)    | D     | Liu Huan         |
| 20 | Cina (bandiera)    | A     | Wang Ziming      |
| 22 | Cina (bandiera)    | A     | Yu Dabao         |
| 23 | Cina (bandiera)    | C     | Li Ke            |
| 24 | Cina (bandiera)    | D     | Yang Fan         |
| 25 | Cina (bandiera)    | P     | Guo Quanbo       |

| N. |                       | Ruolo | Calciatore      |
| -- | --------------------- | ----- | --------------- |
| 26 | Cina (bandiera)       | C     | Bai Yang        |
| 27 | Cina (bandiera)       | D     | Wang Gang       |
| 29 | Cina (bandiera)       | D     | Jiang Tao       |
| 31 | Cina (bandiera)       | A     | Li Boxi         |
| 32 | Cina (bandiera)       | C     | Liu Guobo       |
| 33 | Cina (bandiera)       | P     | Ma Kunyue       |
| 35 | Cina (bandiera)       | D     | Jiang Wenhao    |
| 36 | Cina (bandiera)       | D     | Liang Shaowen   |
| 37 | Cina (bandiera)       | A     | Cao Yongjing    |
| 38 | Cina (bandiera)       | D     | Ruan Qilong     |
| 39 | Cina (bandiera)       | A     | Xie Longfei     |
| 40 | Cina (bandiera)       | A     | Gao Jian        |
|    | Cina (bandiera)       | C     | John Hou Saeter |
|    | Cina (bandiera)       | C     | Zhang Chengdong |
|    | Angola (bandiera)     | A     | Fábio Abreu     |
|    | Portogallo (bandiera) | C     | Guga            |
|    | Serbia (bandiera)     | D     | Uroš Spajić     |

### Rosa 2023
| N. |                    | Ruolo | Calciatore       |
| -- | ------------------ | ----- | ---------------- |
| 1  | Cina (bandiera)    | P     | Hou Sen          |
| 3  | Cina (bandiera)    | D     | Yu Yang          |
| 6  | Cina (bandiera)    | C     | Chi Zhongguo     |
| 8  | Cina (bandiera)    | C     | Piao Cheng       |
| 9  | Cina (bandiera)    | A     | Zhang Yuning     |
| 10 | Cina (bandiera)    | C     | Zhang Xizhe      |
| 11 | Brasile (bandiera) | A     | Anderson Silva   |
| 12 | Nigeria (bandiera) | C     | Samuel Adegbenro |
| 14 | Cina (bandiera)    | P     | Zou Dehai        |
| 15 | Cina (bandiera)    | C     | Gao Tianyi       |
| 16 | Cina (bandiera)    | D     | Jin Pengxiang    |
| 18 | Cina (bandiera)    | D     | Jin Taiyan       |
| 19 | Cina (bandiera)    | D     | Liu Huan         |
| 20 | Cina (bandiera)    | A     | Wang Ziming      |
| 22 | Cina (bandiera)    | A     | Yu Dabao         |
| 23 | Cina (bandiera)    | C     | Li Ke            |
| 24 | Cina (bandiera)    | D     | Yang Fan         |

| N. |                   | Ruolo | Calciatore      |
| -- | ----------------- | ----- | --------------- |
| 25 | Cina (bandiera)   | P     | Guo Quanbo      |
| 26 | Cina (bandiera)   | C     | Bai Yang        |
| 27 | Cina (bandiera)   | D     | Wang Gang       |
| 29 | Cina (bandiera)   | D     | Jiang Tao       |
| 31 | Cina (bandiera)   | A     | Li Boxi         |
| 32 | Cina (bandiera)   | C     | Liu Guobo       |
| 33 | Cina (bandiera)   | P     | Ma Kunyue       |
| 35 | Cina (bandiera)   | D     | Jiang Wenhao    |
| 36 | Cina (bandiera)   | D     | Liang Shaowen   |
| 37 | Cina (bandiera)   | A     | Cao Yongjing    |
| 38 | Cina (bandiera)   | D     | Ruan Qilong     |
| 39 | Cina (bandiera)   | A     | Xie Longfei     |
| 40 | Cina (bandiera)   | A     | Gao Jian        |
|    | Cina (bandiera)   | C     | John Hou Saeter |
|    | Cina (bandiera)   | C     | Zhang Chengdong |
|    | Angola (bandiera) | A     | Fábio Abreu     |

### Rosa 2022
| N. |                    | Ruolo | Calciatore       |
| -- | ------------------ | ----- | ---------------- |
| 1  | Cina (bandiera)    | P     | Hou Sen          |
| 3  | Cina (bandiera)    | D     | Yu Yang          |
| 6  | Cina (bandiera)    | C     | Chi Zhongguo     |
| 8  | Cina (bandiera)    | C     | Piao Cheng       |
| 9  | Cina (bandiera)    | A     | Zhang Yuning     |
| 10 | Cina (bandiera)    | C     | Zhang Xizhe      |
| 11 | Brasile (bandiera) | A     | Anderson Silva   |
| 12 | Nigeria (bandiera) | C     | Samuel Adegbenro |
| 14 | Cina (bandiera)    | P     | Zou Dehai        |
| 15 | Cina (bandiera)    | C     | Gao Tianyi       |
| 16 | Cina (bandiera)    | D     | Jin Pengxiang    |
| 18 | Cina (bandiera)    | D     | Jin Taiyan       |
| 19 | Cina (bandiera)    | D     | Liu Huan         |
| 20 | Cina (bandiera)    | A     | Wang Ziming      |
| 22 | Cina (bandiera)    | A     | Yu Dabao         |
| 23 | Cina (bandiera)    | C     | Li Ke            |
| 24 | Cina (bandiera)    | D     | Yang Fan         |

| N. |                   | Ruolo | Calciatore      |
| -- | ----------------- | ----- | --------------- |
| 25 | Cina (bandiera)   | P     | Guo Quanbo      |
| 26 | Cina (bandiera)   | C     | Bai Yang        |
| 27 | Cina (bandiera)   | D     | Wang Gang       |
| 29 | Cina (bandiera)   | D     | Jiang Tao       |
| 31 | Cina (bandiera)   | A     | Li Boxi         |
| 32 | Cina (bandiera)   | C     | Liu Guobo       |
| 33 | Cina (bandiera)   | P     | Ma Kunyue       |
| 35 | Cina (bandiera)   | D     | Jiang Wenhao    |
| 36 | Cina (bandiera)   | D     | Liang Shaowen   |
| 37 | Cina (bandiera)   | A     | Cao Yongjing    |
| 38 | Cina (bandiera)   | D     | Ruan Qilong     |
| 39 | Cina (bandiera)   | A     | Xie Longfei     |
| 40 | Cina (bandiera)   | A     | Gao Jian        |
|    | Cina (bandiera)   | C     | John Hou Saeter |
|    | Cina (bandiera)   | C     | Zhang Chengdong |
|    | Angola (bandiera) | A     | Fábio Abreu     |

### Rosa 2021
| N. |                    | Ruolo | Calciatore     |
| -- | ------------------ | ----- | -------------- |
| 1  | Cina (bandiera)    | P     | Hou Sen        |
| 3  | Cina (bandiera)    | D     | Yu Yang        |
| 4  | Cina (bandiera)    | D     | Li Lei         |
| 6  | Cina (bandiera)    | C     | Chi Zhongguo   |
| 8  | Cina (bandiera)    | C     | Piao Cheng     |
| 9  | Cina (bandiera)    | A     | Zhang Yuning   |
| 10 | Cina (bandiera)    | C     | Zhang Xizhe    |
| 11 | Brasile (bandiera) | A     | Anderson Silva |
| 14 | Cina (bandiera)    | P     | Zou Dehai      |
| 15 | Cina (bandiera)    | C     | Gao Tianyi     |
| 16 | Cina (bandiera)    | D     | Jin Pengxiang  |
| 18 | Cina (bandiera)    | D     | Jin Taiyan     |
| 19 | Cina (bandiera)    | D     | Liu Huan       |
| 20 | Cina (bandiera)    | A     | Wang Ziming    |
| 22 | Cina (bandiera)    | A     | Yu Dabao       |
| 23 | Cina (bandiera)    | C     | Li Ke          |

| N. |                 | Ruolo | Calciatore                                |
| -- | --------------- | ----- | ----------------------------------------- |
| 24 | Cina (bandiera) | D     | Yang Fan                                  |
| 25 | Cina (bandiera) | P     | Guo Quanbo                                |
| 26 | Cina (bandiera) | C     | Bai Yang                                  |
| 27 | Cina (bandiera) | D     | Wang Gang                                 |
| 28 | Cina (bandiera) | A     | He Zhenyu (in prestito dal Wolverhampton) |
| 29 | Cina (bandiera) | D     | Jiang Tao                                 |
| 31 | Cina (bandiera) | A     | Li Boxi                                   |
| 32 | Cina (bandiera) | C     | Liu Guobo                                 |
| 33 | Cina (bandiera) | P     | Ma Kunyue                                 |
| 35 | Cina (bandiera) | D     | Jiang Wenhao                              |
| 36 | Cina (bandiera) | D     | Liang Shaowen                             |
| 37 | Cina (bandiera) | A     | Cao Yongjing                              |
| 38 | Cina (bandiera) | D     | Ruan Qilong                               |
| 39 | Cina (bandiera) | A     | Xie Longfei                               |
| 40 | Cina (bandiera) | A     | Gao Jian                                  |
|    | Cina (bandiera) | C     | John Hou Saeter                           |

## Record

### Vittorie
- Miglior vittoria in casa

9-1 (Shanghai Shenhua 20 luglio 1997 - Campionato Jia-A)
- Miglior vittoria in trasferta

8-0 (New Radiant 29 agosto 1997 - Coppa delle Coppe dell'AFC)
- Miglior vittoria in casa in campionato

9-1 (Shanghai Shenhua 20 luglio 1997 - Campionato Jia-A)
- Miglior vittoria in trasferta in campionato

6-1 (Shandong Luneng 8 agosto 2007 - Chinese Super League)
- Miglior vittoria in casa in tutte le competizioni asiatiche

4-0 (Salgaocar SC Goa 3 ottobre 1998 - Coppa delle Coppe dell'AFC)

4-0 (New Radiant 27 agosto 1997 - Coppa delle Coppe dell'AFC)
- Miglior vittoria in trasferta in tutte le competizioni asiatiche

8-0 (New Radiant 29 agosto 1997 - Coppa delle Coppe dell'AFC)
- Miglior vittoria in casa nella Coppa della Cina

5-2 (Guangdong Hongyuan 2 giugno 1999)

4-0 (Sichuan Quanxing 14 luglio 1996)

4-0 (Bayi FC 2 luglio 1995)
- Miglior vittoria in trasferta nella Coppa della Cina

5-0 (Bayi FC 20 settembre 1997)

### Sconfitte
- Peggior sconfitta in casa

1-4 (Shenzhen Jianlibao 13 giugno 2004 - Chinese Super League)
- Peggior sconfitta in trasferta

0-5 (Shandong Luneng 2 giugno 2004 - Coppa della Cina)

0-5 (Suwon Samsung Bluewings 10 aprile 1998 - Coppa delle Coppe dell'AFC)
- Peggior sconfitta in trasferta in campionato

1-5 (Dalian Wanda 13 luglio 1997 - Campionato Jia-A)

### Gol
- Maggior numero di gol in campionato in una stagione

21 Branko Jelić 2005

### Sequenze
- Sequenza più lunga di vittorie in campionato

5 (dall'11 ottobre 2008)
- Maggior numero di partite di campionato imbattuto

13 (21 dicembre 1997 - 31 marzo 1998)
- Maggior numero di partite di campionato in casa imbattuto

29 (29 settembre 1996 - 4 aprile 1999)

### Calciatore cinese dell'anno
Jorge Luis Campos (1997)

 Branko Jelić (2005)